# زبابة بربيلوفية
زبابة بربيلوفية (الاسم العلمي: Sorex pribilofensis) (بالإنجليزية: Pribilof Island Shrew)‏ هو نوع من الحيوانات يتبع جنس الزبابة من الفصيلة الزبابات. سمي هذا النوع نسبة لجزير ة بربيلوف في ألاسكا.